# NGC 5203
NGC 5203 is een elliptisch sterrenstelsel in het sterrenbeeld Maagd. Het hemelobject werd op 4 februari 1786 ontdekt door de Duits-Britse astronoom William Herschel.

## Synoniemen
- MCG -1-35-1
- PGC 47610